# Chamaegastrodia inverta
Chamaegastrodia inverta är en orkidéart som först beskrevs av William Wright Smith, och fick sitt nu gällande namn av Gunnar Seidenfaden. Chamaegastrodia inverta ingår i släktet Chamaegastrodia och familjen orkidéer. Inga underarter finns listade i Catalogue of Life.